# Gremersdorf
Gremersdorf település Németországban, Schleswig-Holstein tartományban. Lakosainak száma 1532 fő (2023. december 31.).

## Népesség
A település népességének változása:
| Lakosok száma | 1438 | 1485 | 1496 | 1530 | 1538 | 1532 |
|               | 1975 | 2017 | 2019 | 2021 | 2022 | 2023 |